# 22. leden
22. leden je 22. den roku podle gregoriánského kalendáře. Do konce roku zbývá 343 dní (344 v přestupném roce). Svátek má Slavomír.

## Události

### Česko
- 1933 – Přívrženci Národní obce fašistické se pokusili o fašistický puč, když v 0:30 přepadli židenické Svatoplukovy kasárny.
- 1947 – Zasedání Ústředního výboru KSČ v Praze, kde vystoupil Klement Gottwald s úkolem získat „většinu národa" pro politiku KSČ.
- 1982 – V Praze v Branické ulici 41 proběhla premiéra hry Divadla Járy Cimrmana Lijavec.
- 2019 – Poslanecká sněmovna Parlamentu České republiky schválila novelu insolvenčního zákona, s cílem řešit problém předlužení postihující kolem 900 tisíc občanů.

### Svět
- 0871 – Vikingové porazili krále Wessexu Ethelreda I. v bitvě u Basingu.
- 1506 – Papež Julius II. povolal švýcarské žoldnéře do Vatikánu, aby ochraňovali papeže a Apoštolský palác a založil tak Švýcarskou gardu, čítající 150 mužů.
- 1517 – Turci dobyli Káhiru.
- 1528 – Anglie a Francie vyhlásily válku císaři Karlu V.
- 1905 – „Krvavá neděle“ v ruském Petrohradu. Více než tisíc ze 140 000 protestujících dělníků bylo zastřeleno vojáky carské armády.
- 1919 – Byla podepsána smlouva o sjednocení Západoukrajinské lidové republiky s Ukrajinskou lidovou republikou.
- 1941 – Britské a australské jednotky dobyly Tobruk.
- 1944 – Spojenci se vylodili u Anzia a Nettuna – operace Shingle.
- 1969 – Sovětský voják Viktor Iljin spáchal v Moskvě neúspěšný atentát na Leonida Iljiče Brežněva.

## Narození

### Česko

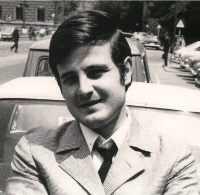
Jiří Štaidl (* 1943)

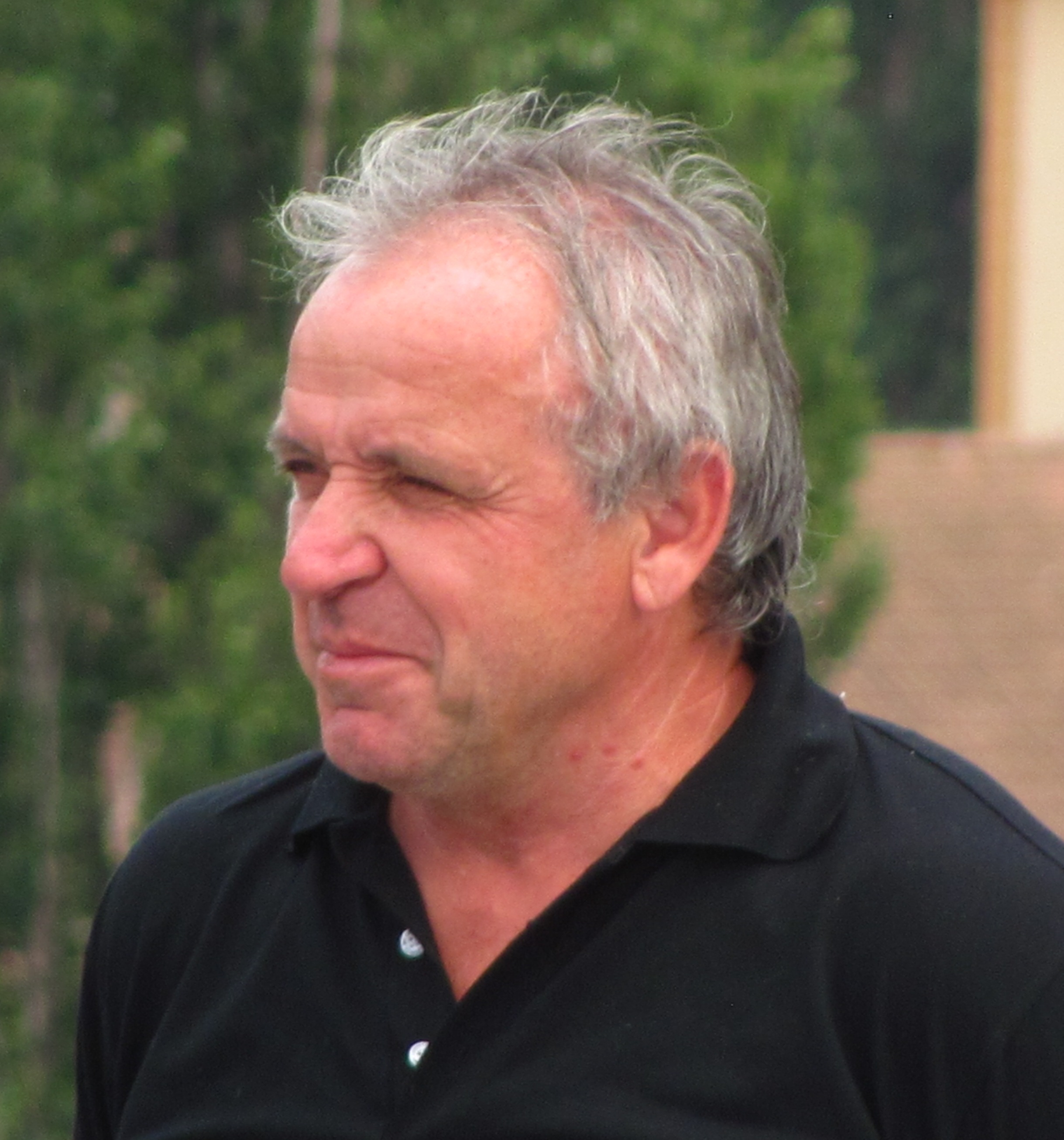
Ladislav Vízek (* 1955)

- 1810 – František August Brauner, český právník a politik († 21. června 1880)
- 1821 – Josef Rupert Maria Přecechtěl, kněz, národní buditel, kreslíř a spisovatel († 17. května 1897)
- 1824 – Josef Leopold Zvonař, hudební skladatel a pedagog († 23. listopadu 1865)
- 1831 – Josef Bergmann, kanovník katedrální kapituly u sv. Štěpána v Litoměřicích († 5. březen 1903)
- 1836 – Václav Janda, český politik († 25. března 1902)
- 1837 – František Janeček, český skladatel působící na Slovensku († 27. srpen 1909)
- 1838 – Jiljí Vratislav Jahn, chemik, básník a politik († 18. května 1902)
- 1857 – Josef Klvaňa, přírodovědec, etnograf, pedagog a fotograf († 13. srpna 1919)
- 1860 – Jaroslav Vlček, český a slovenský literární historik († 21. ledna 1930)
- 1861 – Jan Bukáček, senátní president u Nejvyššího soudu († 19. dubna 1940)
- 1865 – Antonín Podlaha, teolog, archeolog, historik umění, biskup († 14. února 1932)
- 1867 – František Skalík, kněz, básník, překladatel († 10. prosince 1904)
- 1871 – Karel Fiala, český herec († 27. července 1931)
- 1872 – Ferdinand Hrdý, katolický hodnostář († 4. března 1949)
- 1875 – Zikmund Witt, československý politik († 1942)
- 1883 – Vincenc Beneš, český malíř († 27. března 1979)
- 1884 – Helena Johnová, česká sochařka, keramička († 14. února 1962)
- 1885 – Alois Štůla, poslanec Národního shromáždění ČSR, první náměstek primátora hlavního města Prahy († 26. srpna 1941)
- 1888 – František Roland, český herec († 16. listopadu 1967)
- 1893 – Michal Mareš, český spisovatel a novinář, oběť komunistického režimu († 17. února 1971)
- 1897 – Josef Stanislav, klavírista, hudební skladatel a publicista († 5. srpna 1971)
- 1900
  - Karel Hájek, novinářský fotograf († 31. března 1978)
  - Jan Slavíček, malíř († 5. dubna 1970)
- 1901 – Edvard Valenta, spisovatel († 21. srpna 1978)
- 1903 – Josef Gemrot, lidovecký poslanec († 31. května 1979)
- 1904
  - Jenda Korda, trampský zpěvák a skladatel († 30. července 1986)
  - Václav Majer, československý ministr, předseda exilové ČSSD († 26. ledna 1972)
- 1907 – Jan Fischer, malíř a ilustrátor († 8. ledna 1960)
- 1909 – Josef Kocourek, český spisovatel († 31. března 1933)
- 1911 – Jan Klán, český válečný pilot († 10. prosince 1986)
- 1914 – Bohuslav Tobiška, československý vojenský letec († 7. července 1987)
- 1915 – Alois Pekárek, duchovní († 14. listopadu 1999)
- 1924
  - Věra Holotíková, česká zpěvačka a spoluzakladatelka Sester Allanových († 7. ledna 2018)
  - Josef Křepela, československý basketbalista († 1. dubna 1974)
- 1926 – Ota Hemele, fotbalista († 31. května 2001)
- 1929 – Petr Eben, hudební skladatel († 24. října 2007)
- 1934 – Josef Melč, rozhlasový režisér († 10. dubna 2002)
- 1938 – Vladimír Hrabánek, český herec († 21. srpna 2008)
- 1939
  - Emilie Strejčková, pedagožka a environmentalistka († 8. března 2009)
  - Dana Puchnarová, akademická malířka, grafička, ilustrátorka
- 1942 – Milan Zelený, česko-americký ekonom († 24. prosince 2023)
- 1943 – Jiří Štaidl, český písňový textař, scenárista, hudebník a divadelní manažer († 9. října 1973)
- 1947 – Alois Horváth, romský muzikant a mistr houslař († 21. dubna 2012)
- 1951
  - Eva Kováříková, česká operní pěvkyně-mezzosopranistka
  - Karel Soukup, český undergroundový písničkář
- 1953
  - Petr Čermák, český lékař a politik
  - Milan Horvát, romský aktivista
- 1955 – Ladislav Vízek, fotbalista
- 1958 – Pavel Spurný, český astronom
- 1959
  - Jiří Černý, sochař a malíř
  - Petr Vaněček, malíř
- 1975 – David Výborný, lední hokejista

### Svět

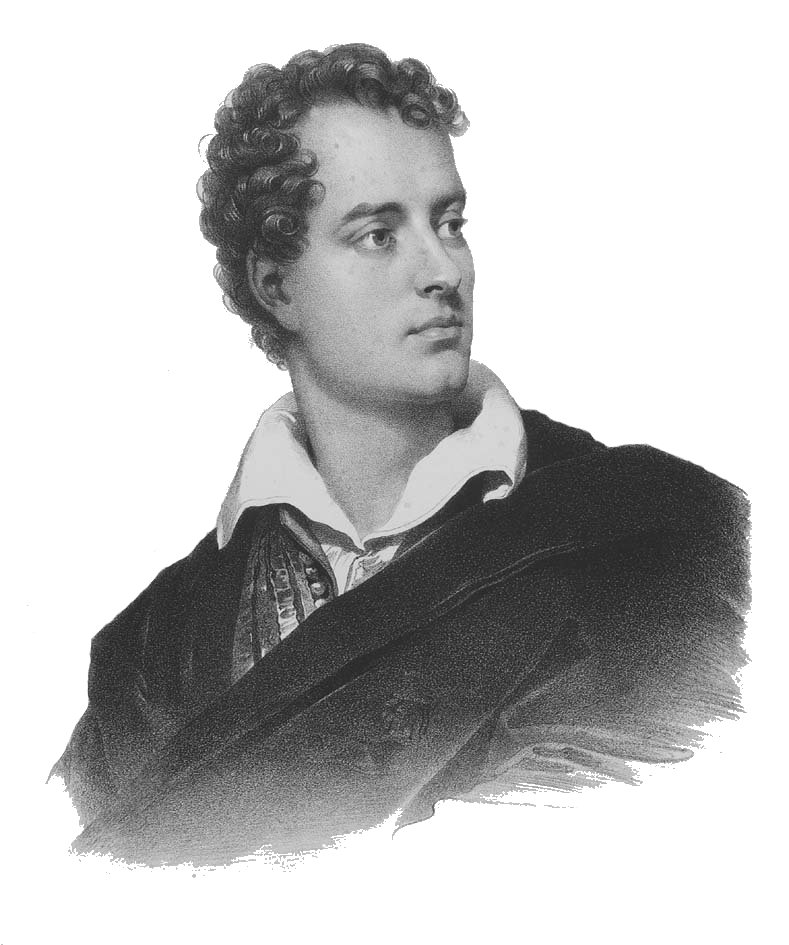
Lord Byron (* 1788)

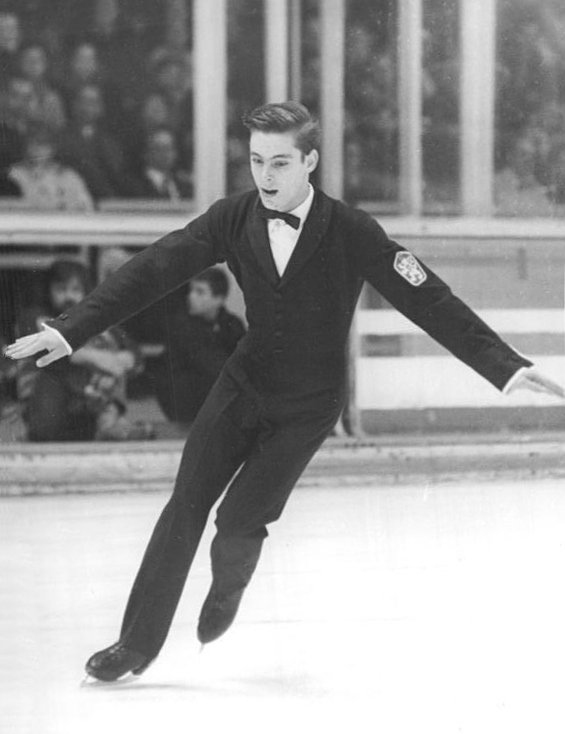
Ondrej Nepela (* 1951)

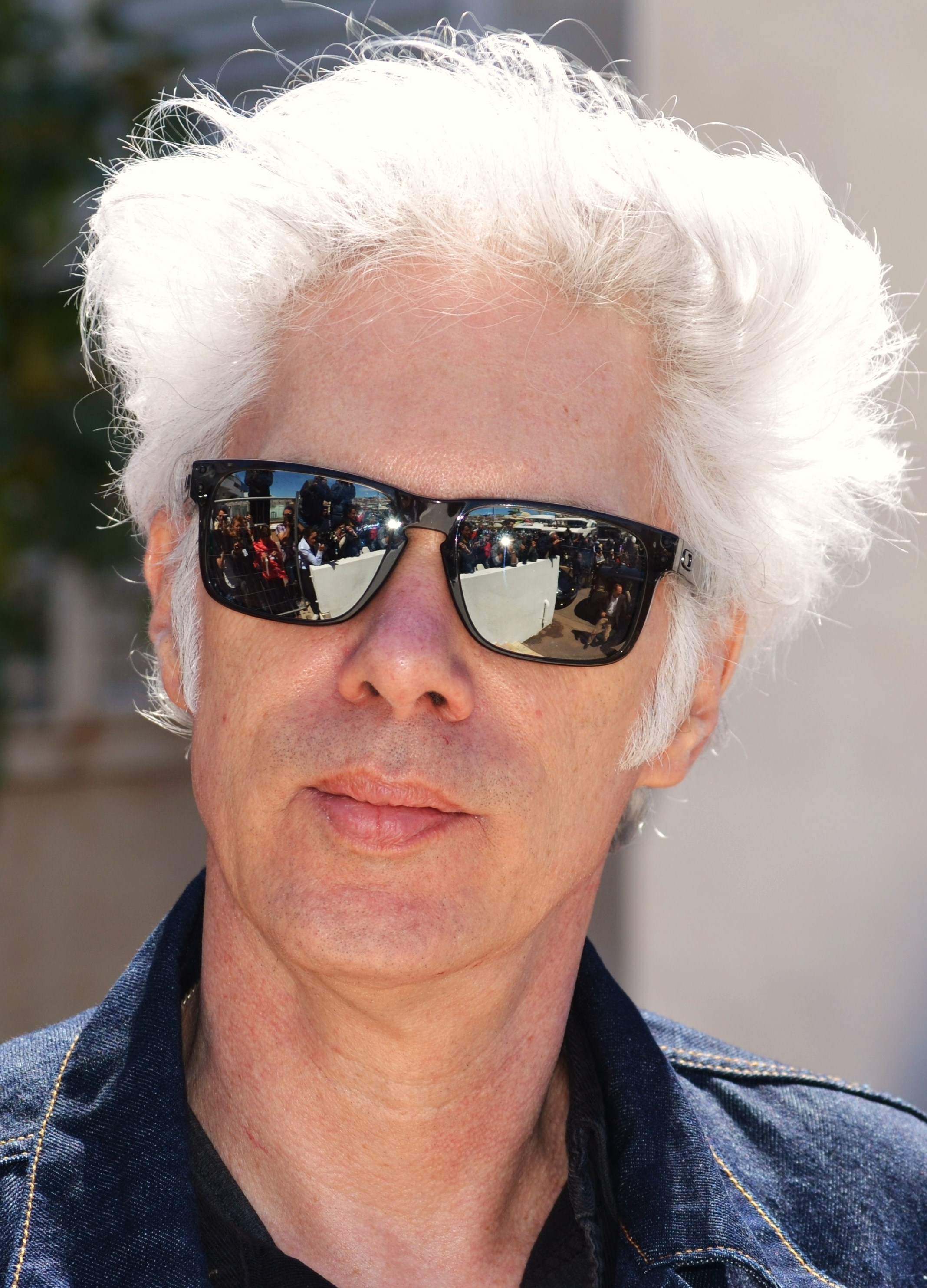
Jim Jarmusch (* 1953)

- 1440 – Ivan III., velkokníže moskevský a vší Rusi († 27. října 1505)
- 1553 – Terumoto Móri, daimjó – hlava klanu Móri († 27. dubna 1625)
- 1561 – Francis Bacon, anglický filosof, vědec a státník († 9. dubna 1626)
- 1592
  - Philippe Alegambe, belgický jezuita a bibliograf († 6. září 1652)
  - Pierre Gassendi, francouzský kněz, filozof, astronom a matematik († 24. října 1655)
- 1595 – Jiří Rudolf Lehnický, kníže lehnický, volovský a goldberský, vrchní slezský hejtman († 14. ledna 1653)
- 1649 – pokřtěn Pascal Collasse, francouzský hudební skladatel († 17. července 1709)
- 1714 – Louis-Georges de Bréquigny, francouzský historik († 3. července 1795)
- 1729 – Gotthold Ephraim Lessing, německý básník, kritik, spisovatel a filozof († 15. února 1781)
- 1733 – Philip Carteret, britský mořeplavec († 21. července 1796)
- 1775 – André-Marie Ampère, francouzský fyzik a matematik († 10. června 1836)
- 1788 – George Gordon Byron, anglický spisovatel († 19. dubna 1824)
- 1797 – Marie Leopoldina Habsbursko-Lotrinská, brazilská císařovna († 11. prosince 1826)
- 1801 – Lars Johan Hierta, švédský novinář a politik († 20. listopadu 1872)
- 1825 – Ferdinand von Bauer, ministr války Rakouska-Uherska († 26. července 1893)
- 1845 – Paul Vidal de la Blache, francouzský geograf († 5. dubna 1918)
- 1849 – August Strindberg, švédský spisovatel, malíř, fotograf a novinář († 14. května 1912)
- 1865 – Wilbur Scoville, americký lékárník († 10. března 1942)
- 1866 – Gustav de Vries, holandský matematik († 16. prosince 1934)
- 1869 – Grigorij Jefimovič Rasputin, ruský mystik († 29. prosince 1916)
- 1874 – Wincenty Witos, předseda vlády Polska († 30. října 1945)
- 1875 – D. W. Griffith, americký filmový režizér († 23. července 1948)
- 1877 – Hjalmar Schacht, německý finančník a ministr hospodářství († 3. června 1970)
- 1879 – Francis Picabia, francouzský malíř a básník († 30. listopadu 1953)
- 1880 – Eric Lemming, švédský olympijský vítěz v hodu oštěpem († 5. června 1930)
- 1882
  - Tadeusz Makowski, polský malíř († 1. listopadu 1932)
  - Louis Pergaud, francouzský spisovatel († 8. dubna 1915)
- 1889 – Willi Baumeister, německý malíř, scénický výtvarník († 31. srpna 1955)
- 1890 – Frederick M. Vinson, americký právník a předseda Nejvyššího soudu USA († 8. září 1953)
- 1891
  - Moïse Kisling, francouzsko-polský malíř († 29. dubna 1953)
  - Franz Alexander, maďarsko-americký psychoanalytik († 8. března 1964)
- 1892 – Marcel Dassault, francouzský letecký průmyslník, konstruktér a politik († 17. dubna 1986)
- 1897 – Blind Willie Johnson, americký zpěvák a kytarista († 18. září 1945)
- 1900
  - Ernst Busch, německý zpěvák, herec a režisér († 8. června 1980)
  - Otto Baum, německý sochař († 22. ledna 1977)
- 1902 – Daniel Kinsey, americký olympijský vítěz v běhu na 110 metrů překážek z roku 1924 († 27. června 1970)
- 1904
  - George Balanchine, gruzínský choreograf († 30. dubna 1983)
  - Arkadij Gajdar, sovětský spisovatel († 26. října 1941)
- 1906 – Robert E. Howard, americký spisovatel († 11. června 1936)
- 1907 – Dixie Dean, anglický fotbalový útočník († 1. března 1980)
- 1908 – Lev Davidovič Landau, sovětský fyzik, Nobelova cena za fyziku 1962 († 1. dubna 1968)
- 1909 – U Thant, barmský diplomat, třetí generální tajemník OSN († 25. listopadu 1974)
- 1911 – Bruno Kreisky, rakouský právník a politik († 29. července 1990)
- 1916 – Henri Dutilleux, francouzský hudební skladatel († 22. května 2013)
- 1919 – Peter L. Bernstein, americký finanční historik, ekonom a pedagog († 5. června 2009)
- 1920
  - Alf Ramsey, anglický fotbalista a trenér († 28. dubna 1999)
  - Ann Philippa Pearceová, anglická spisovatelka († 21. prosince 2006)
  - Chiara Lubichová, katolická aktivistka, zakladatelka hnutí Fokoláre († 14. března 2008)
- 1921 – Krzysztof Kamil Baczyński, polský básník († 4. srpna 1944)
- 1924
  - Ján Chryzostom Korec, slovenský kardinál, emeritní biskup nitranský († 24. října 2015)
  - J. J. Johnson, americký pozounista († 4. února 2001)
- 1931
  - Sam Cooke, americký písničkář, král soulu († 11. prosince 1964)
  - Galina Zybinová, sovětská olympijská vítězka ve vrhu koulí († 10. srpna 2024)
- 1932 – Teddy Smith, americký kontrabasista († 24. srpna 1979)
- 1933 – Jurij Česnokov, sovětský volejbalista († 30. května 2010)
- 1935 – Seymour Cassel, americký herec († 7. dubna 2019)
- 1936 – Alan J. Heeger, americký chemik a fyzik, Nobelova cena za chemii 2000
- 1939
  - Encarnita Polo, španělská zpěvačka a herečka
  - Alan Silva, americký hudebník
- 1940
  - John Hurt, anglický filmový a divadelní herec († 25. ledna 2017)
  - Peter Jaroš, slovenský prozaik, dramatik a scenárista
- 1941 – Jaan Kaplinski, estonský básník, filozof a kulturní kritik († 8. srpna 2021)
- 1943 – Didier Malherbe, francouzský saxofonista a flétnista
- 1945
  - Michael Cristofer, americký dramatik, scenárista, režisér a herec
  - Christoph Schönborn, rakouský kardinál
- 1946 – Malcolm McLaren, britský hudebník, módní návrhář († 8. dubna 2010)
- 1947 – Vladimír Oravský, švédský spisovatel
- 1949 – Phil Miller, britský kytarista
- 1951 – Ondrej Nepela, slovenský krasobruslař († 2. února 1989)
- 1953 – Jim Jarmusch, americký režisér
- 1957 – Mike Bossy, kanadský lední hokejista ( † 15. dubna 2022)
- 1959 – Linda Blairová, americká herečka
- 1960
  - Patricia Mazuyová, francouzská filmová režisérka
  - Michael Hutchence, australský zpěvák (INXS) († 22. listopadu 1997)
- 1962 – Mizan Zainal Abidin, sultán z Terengganu a Yang di-Pertuan Agong
- 1965
  - Steven Adler, americký bubeník (Guns N' Roses)
  - Diane Lane, americká herečka
- 1968 – Frank Leboeuf, francouzský fotbalista
- 1970 – Abraham Olano, španělský cyklista
- 1973 – Rogério Ceni, brazilský fotbalový brankář
- 1977 – Hidetoshi Nakata, japonský fotbalista
- 1978 – Joseph Calleja, maltský operní pěvec – tenorista
- 1980
  - Ben Moody, americký kytarista a skladatel
  - Jonathan Woodgate, anglický fotbalista
- 1982 – Fabricio Coloccini, argentinský fotbalista
- 1984 – Raica Oliveira, brazilská modelka
- 1985 – Orianthi, australská zpěvačka a kytaristka
- 1987 – Astrid Jacobsen, norská lyžařka
- 1988 – Greg Oden, americký basketbalista
- 1993 – Marcin Dzieński, polský sportovní lezec

## Úmrtí

### Česko
- 1307 – Eliška z Dobrušky, šlechtična a manželka Jindřicha I. z Rožmberka (* ?)
- 1490 – Vilém z Ilburka, český šlechtic z rodu Ilburků (* 1415)
- 1598 – Jiří Bořita z Martinic, vysoký úředník Království českého (* 1532)
- 1714 – Bernard Wancke, opat Klášterního Hradiska u Olomouce (* 24. října 1651)
- 1739 – Václav Ferdinand z Lobkovic, šlechtic a kníže z Lobkovic (* 16. ledna 1723)
- 1820 – František Piller, římskokatolický duchovní, sídelní kanovník Katedrální kapituly u sv. Štěpána v Litoměřicích (* kolem 1740)
- 1840 – Jan Vilém Helfer, lékař, přírodovědec a cestovatel, původem z Prahy (* 5. února 1810)
- 1874 – Tomáš Burian, učitel češtiny na vojenské škole, spolutvůrce českého vojenského názvosloví (* 5. června 1802)
- 1879 – Antonín Liehmann, učitel, varhaník a hudební skladatel ze Zlonic (* 1. listopadu 1808)
- 1880 – Josef Vojtěch Hellich, malíř (* 17. dubna 1807)
- 1886 – Václav Hodek, revolucionář a novinář (* 1828)
- 1894 – Franz Eduard Strache, rakouský a český podnikatel, novinář, fotograf a politik (* 29. srpna 1815)
- 1896 – Emil Zillich, malíř a ilustrátor (* 11. října 1830)
- 1898 – Wilhelm Mayer, právník, hudební skladatel a pedagog (* 10. června 1831)
- 1908 – Václav Zenger, fyzik, rektor Českého vysokého učení technického v Praze (* 17. prosince 1830)
- 1911
  - František Stratil, politický představitel slezských Čechů (* 15. listopadu 1849)
  - Josef Hlaváček, kupec a purkmistr města Slaný (* 3. dubna 1831)
- 1912 – Josef Rank, slovníkář, lexikograf a archivář (* 22. října 1833)
- 1915 – František Částek, středoškolský profesor, později ředitel městské vyšší reálky (* 3. května 1833)
- 1921
  - František Schön, stavební inženýr, podnikatel a architekt německé národnosti (* 18. prosince 1830)
  - Anna Steinerová, dělnice, socialistka, spolková činovnice, politička (* 1871)
- 1924
  - Bruno Pammer, opat cisterciáků ve Vyšším Brodě (* 30. ledna 1866)
  - Cyrill Zeisel, politik a poslanec Moravského zemského sněmu (* 1870)
- 1928 – Václav Rebš, politik a poslanec (* 8. srpna 1869)
- 1930 – Josef Antonín Jíra, archeolog (* 19. července 1868)
- 1932 – Julius Petschek, český a německý bankéř (* 14. března 1856)
- 1935 – Jindřich Pavlíček, český podnikatel a politik (* 14. července 1862)
- 1936 – Josef Kroutil, divizní generál, důstojník Československých legií (* 10. března 1879)
- 1940 – Karel Kuffner, psychiatr, profesor Univerzity Karlovy v Praze (* 5. prosince 1858)
- 1941 – František Křižík, technik (* 8. července 1847)
- 1942 – Blažej Konvalina, zámečník a pilot (* 3. ledna 1919)
- 1945 – Karel Bondy, podnikatel, advokát, finančník, politik a odbojář (* 21. prosince 1906)
- 1951 – Jiří Arvéd Smíchovský, jezuita, nacistický i komunistický kolaborant (* 1. ledna 1897)
- 1964 – Miroslav Ambro, kameraman a režisér dabingu (* 17. února 1934)
- 1965 – Antonín Zgarbík, jezuitský hodnostář, politický vězeň (* 27. srpna 1913)
- 1969 – Ladislav Brom, herec, tanečník a filmový režisér (* 16. dubna 1908)
- 1973 – František Sátora, československý ekonom, ředitel Škodových závodů (* 22. května 1893)
- 1975 – Milada Lejsková-Matyášová, historička umění zaměřená na renesanční umění v Čechách (* 2. července 1908)
- 1977 – Vilém Gajdušek, konstruktér optických přístrojů (* 16. dubna 1895)
- 1979 – Arnošt Kolman, český matematik a marxistický filozof (* 6. prosince 1892)
- 1981 – Pavel Javor, básník a poúnorový exulant (* 24. června 1916)
- 1988 – Mobi Urbanová, česká, mezinárodně úspěšná neslyšící tanečnice a učitelka tance (* 28. července 1914)
- 1994
  - Ludmila Jiřincová, malířka, ilustrátorka a grafička (* 9. května 1912)
  - Vuk Echtner, český esperantista a průkopník bahá'í víry (* 9. května 1912)
- 1999 – František Vorlíček, duchovní a apoštolský protonotář (* 9. února 1913)
- 2000 – Václav Nosek, dirigent a dramaturg (* 5. dubna 1921)
- 2002 – Miroslav Adámek, český malíř, grafik a ilustrátor (* 18. února 1957)
- 2005 – Karel Dlouhý, letecký konstruktér a sportovní pilot (* 21. září 1922)
- 2008 – Gustav Heverle, herec (* 31. ledna 1920)
- 2009 – Emanuel Mandler, redaktor, novinář, historik, politolog, publicista a politik (* 2. srpna 1932)
- 2010 – Bohumil Pastorek, herec a rozhlasový dramatik (* 25. října 1928)
- 2011 – František Dvořák, fotbalový brankář (* 13. března 1930)
- 2012 – Milan Salajka, teolog, duchovní Církve československé husitské (* 6. září 1928)
- 2016 – Miloslav Ransdorf, český komunistický politik, filozof a historik (* 15. února 1953)
- 2017 – Ladislav Nosek, horolezec (* 12. srpna 1973)
- 2019 – Jaroslav Brožek, teoretik v oboru barev, výtvarný pedagog, metodik a malíř (* 6. února 1923)
- 2022 – Eduard Marek, skaut a politický vězeň (* 17. března 1917)

### Svět

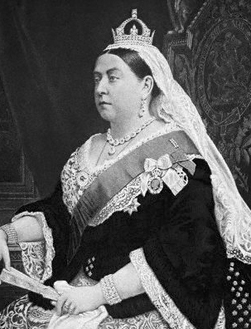
královna Viktorie († 1901)

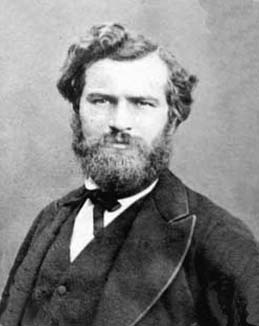
Camille Jordan († 1922)

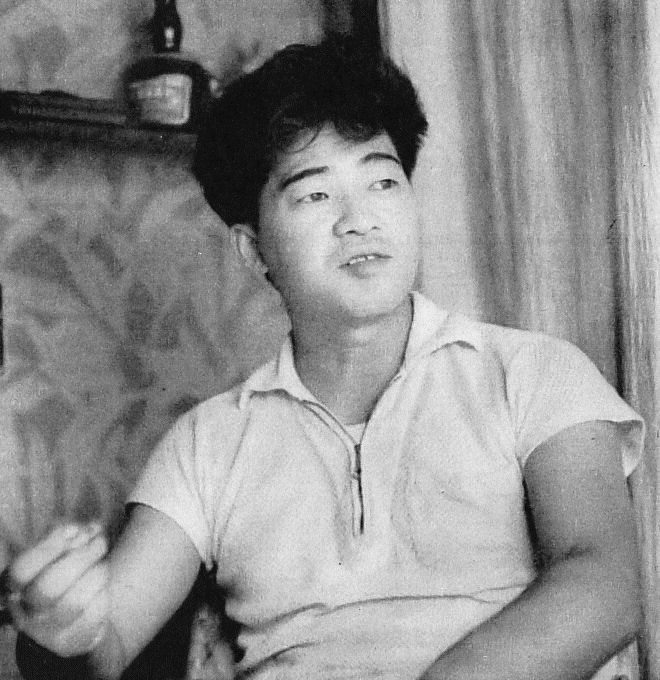
Kóbó Abe († 1993)

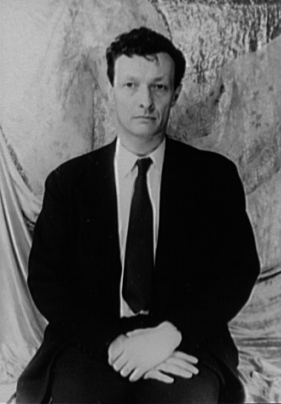
Jean-Louis Barrault († 1994)

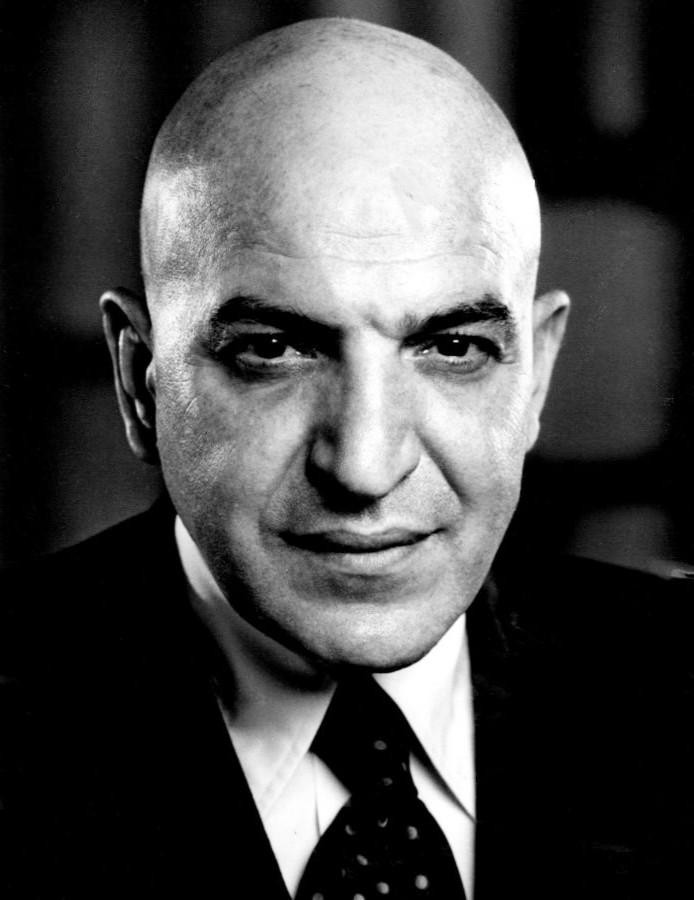
Telly Savalas († 1994)

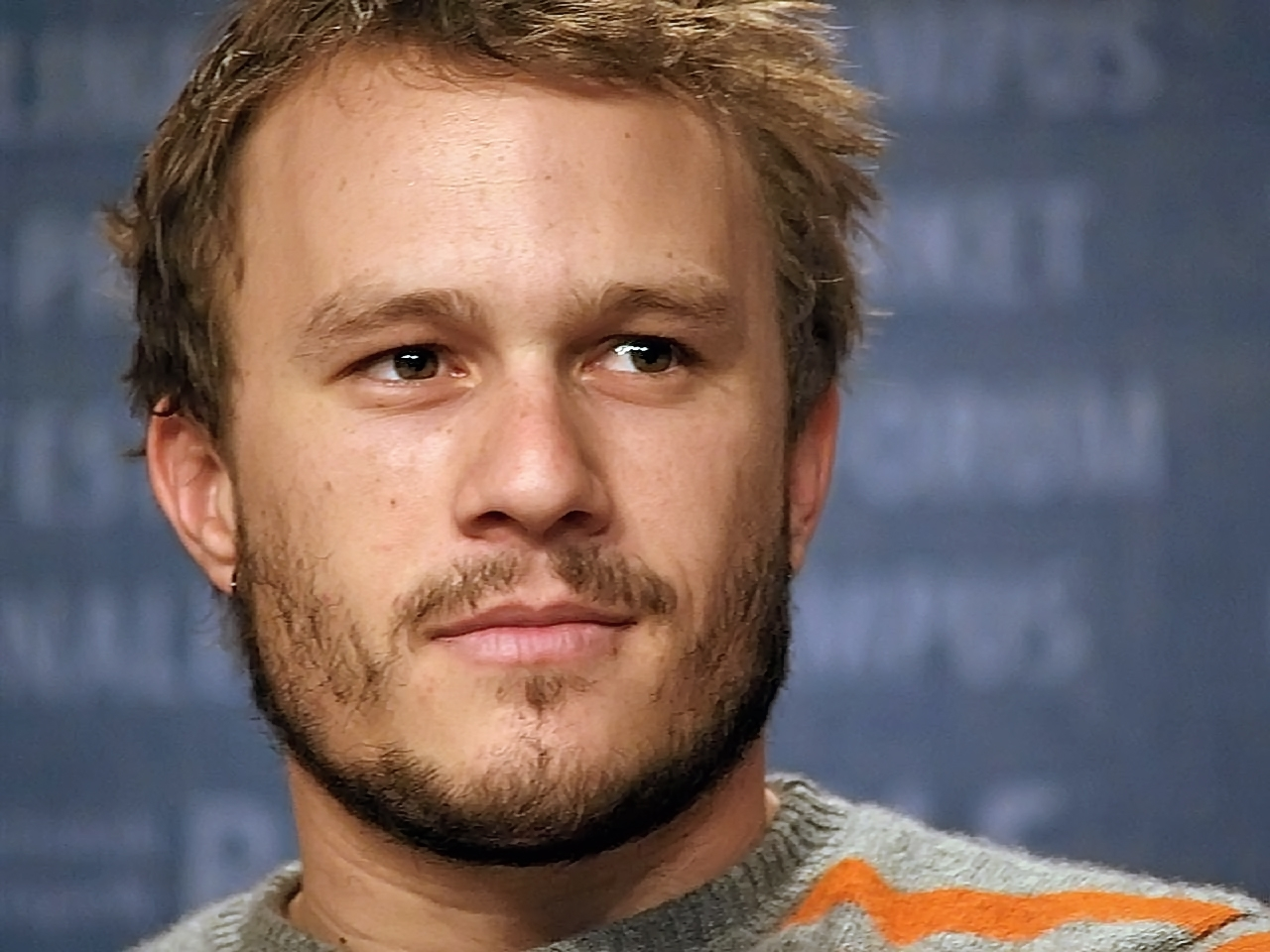
Heath Ledger († 2008)

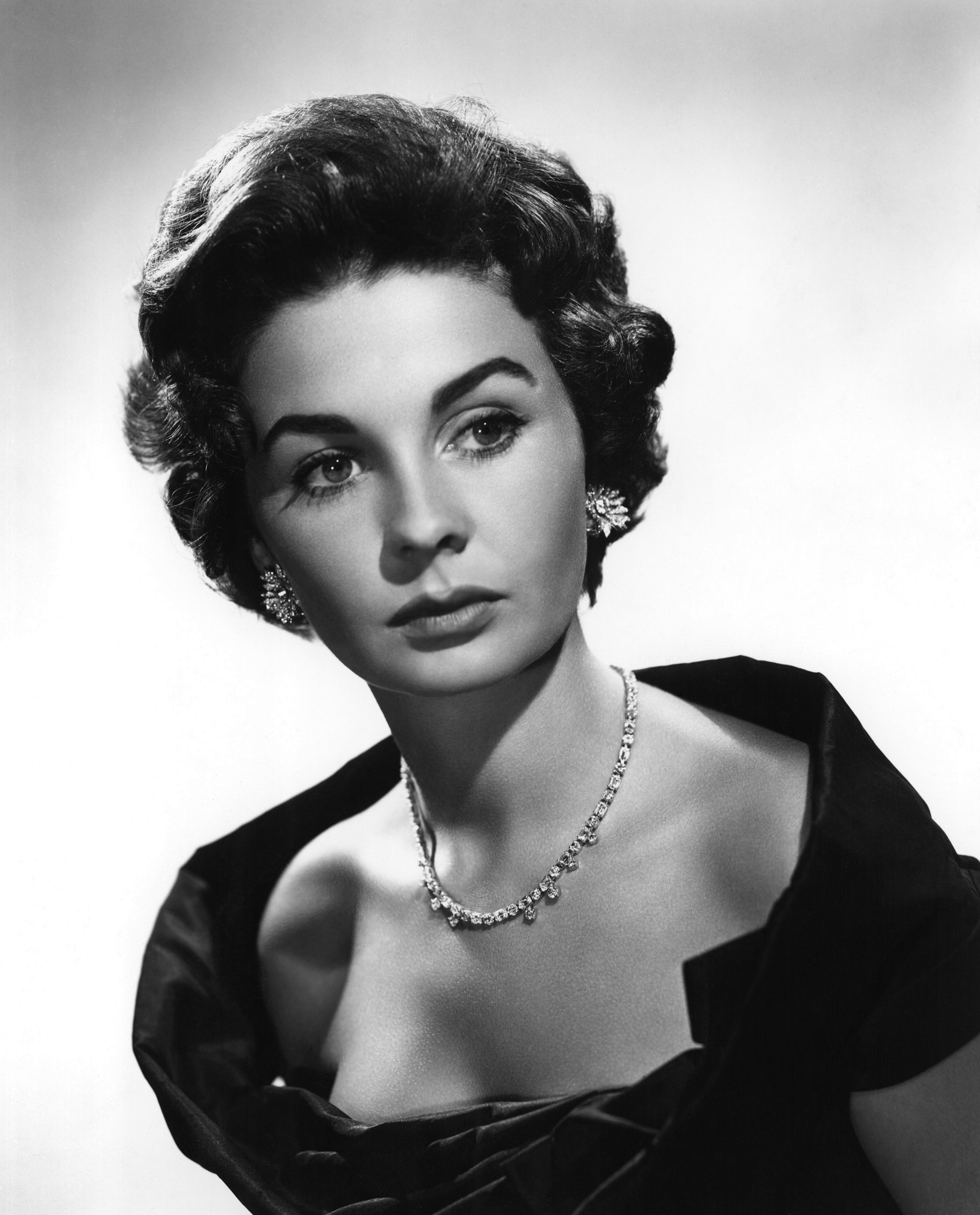
Jean Simmonsová († 2010)

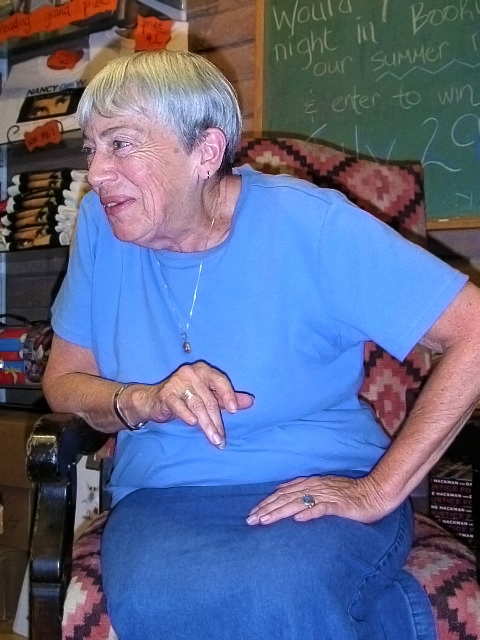
Ursula K. Le Guinová († 2018)

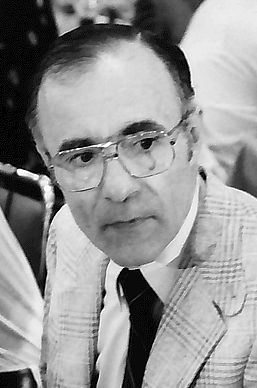
Arno Allan Penzias († 2024)

- 0628 – Anastasius z Persie, křesťanský mnich a mučedník (* ?)
- 1188 – Ferdinand II., král Leónu a Galicie (* 1137)
- 1249 – Archambaud IX. Bourbonský, pán z Bourbonu, hrabě z Nevers, Auxerre a Tonnerre (* 1205)
- 1273 – Muhammad I. Granadský, první vládce emirátu Granada (* 1195)
- 1341 – Ludvík I. Bourbonský, hrabě z Clermont-en-Beauvaisis a z La Marche a první vévoda bourbonský (* 1279)
- 1354 – Marie z Avesnes, vévodkyně bourbonská a hraběnka z La Marche (* 1280)
- 1365 – Marie z Artois, namurská markraběnka (* 1291)
- 1387 – Çandarlı Kara Halil Hayreddin Paša, osmanský státník a velkovezír (* ?)
- 1467 – Li Sien, politik čínské říše Ming (* 1408)
- 1511 – Jana Bourbonská-Vendôme, bourbonská vévodkyně (* 1465)
- 1519 – Vasco Núñez de Balboa, španělský objevitel, guvernér a dobyvatel (* 1475)
- 1552 – Edward Seymour, 1. vévoda ze Somersetu, anglický šlechtic a regent Anglie (* kolem 1506)
- 1583 – Antoinette Bourbonská, francouzská šlechtična (* 25. prosince 1494)
- 1592 – Alžběta Habsburská, manželka francouzského krále Karla IX. (* 5. července 1554)
- 1622 – Cesare Ripa, italský teoretik a historik umění (* asi 1555)
- 1656 – Tomáš František Savojský, princ savojský a carignanský (* 21. prosince 1596)
- 1657 – Niels Aagaard, dánský spisovatel a učenec (* 1612)
- 1666 – Šáhdžahán, císař Mughalské říše (* 5. ledna 1592)
- 1668 – Giovanni Battista Maria Pallotta, římskokatolický duchovní, papežský diplomat (* 2. února 1594)
- 1715 – Marc’Antonio Ziani, italský hudební skladatel (* 1653)
- 1718 – Sigbert Heister, rakouský vojevůdce (* 6. srpna 1646)
- 1732 – Robbert Duval, nizozemský malíř (* 21. září 1649)
- 1733 – Thomas Herbert, 8. hrabě z Pembroke, britský státník a šlechtic (* 1656)
- 1745
  - Mateo Alonso de Leciniana, španělský římskokatolický kněz a mučedník (* 26. listopadu 1702)
  - Francesc Gil de Frederic, španělský římskokatolický kněz a mučedník (* 14. prosince 1702)
- 1778 – Christian Ziegra, luteránský teolog a historik (* 26. února 1719)
- 1794 – Antonín I. Esterházy z Galanty, uherský šlechtic (* 11. duben 1738)
- 1796 – Ján Ambrozi, slovenský náboženský spisovatel (* 5. duben 1741)
- 1798 – Lewis Morris, americký politik a majitel půdy v koloniálním New Yorku (* 8. dubna 1726)
- 1799 – Horace-Bénédict de Saussure, švýcarský přírodovědec (* 17. února 1740)
- 1831 – John Blenkinsop, anglický důlní inženýr a vynálezce (* 1783)
- 1840 – Johann Friedrich Blumenbach, německý lékař, zoolog, fyziolog a antropolog (* 11. května 1752)
- 1848 – Javier de Burgos, španělský právník, politik, novinář a překladatel (* 22. října 1778)
- 1850
  - Guillaume-Joseph Chaminade, francouzský kněz, blahoslavený (* 8. dubna 1761)
  - Vincenc Pallotti, italský římskokatolický kněz a svatý (* 21. dubna 1795)
- 1858 – Ludvík II., velkovévoda bádenský, německo-dánský šlechtic (* 15. srpna 1824)
- 1878 – August Willich, německo-americký voják a revolucionář (* 19. listopadu 1810)
- 1881 – Kornel Krzeczunowicz, rakouský politik polské národnosti z Haliče (* 4. února 1815)
- 1887 – Joseph Whitworth, anglický konstruktér a vynálezce (* 21. prosince 1803)
- 1888 – Eugène Labiche, francouzský dramatik (* 6. květen 1815)
- 1891 – Miklós Ybl, maďarský architekt, představitel historismu (* 6. dubna 1814)
- 1897 – Theodor Hoppe, rakouský architekt (* 4. listopadu 1831)
- 1900 – David Edward Hughes, americký konstruktér a vynálezce (* 16. května 1831)
- 1901 – Viktorie, britská královna (* 24. května 1819)
- 1902 – Ivan Osipovič Jarkovskij, ruský astronom (* 24. května 1844)
- 1904 – Laura Vicuña, chilská římskokatolická dívka a patronka týraných a znásilněných dětí (* 5. dubna 1891)
- 1907 – Josef Kopp, rakouský právník a politik (* 13. dubna 1827)
- 1909 – Emil Erlenmeyer, německý chemik (* 28. června 1825)
- 1911 – Rudolf von Merkl, ministr války Rakouska-Uherska (* 28. března 1831)
- 1918 – Franz Höfer von Feldsturm, rakousko-uherský polní maršálek (* 9. července 1861)
- 1919 – Carl Larsson, švédský malíř (* 28. května 1853)
- 1922
  - James Bryce, britský politik a diplomat (* 10. května 1838)
  - Fredrik Bajer, dánský spisovatel, nositel Nobelovy ceny za mír (* 21. dubna 1837)
  - Camille Jordan, francouzský matematik (* 5. ledna 1838)
  - Benedikt XV., 258. papež katolické církve (* 21. listopadu 1854)
- 1925
  - Ferdinand Berger, rakouský křesťansko sociální politik (* 30. května 1851)
  - Fanny Bullock Workman, americká geografka, kartografka, průzkumnice, spisovatelka a alpinistka (* 8. ledna 1859)
- 1928 – Mykola Spynul, rakouský pedagog a politik ukrajinské národnosti (* 5. prosince 1867)
- 1929 – Cornelis Lely, nizozemský vodohospodářský inženýr, projektant Zuiderzeewerken, guvernér Surinamu (* 23. září 1854)
- 1939 – Peder Østlund, norský rychlobruslař, mistr světa (* 7. května 1872)
- 1940 – Ernst Gagliardi, švýcarský historik (* 7. ledna 1882)
- 1942 – Walter Sickert, britský malíř a grafik (* 31. května 1860)
- 1944
  - Ernest Townsend, anglický portrétista (* 1. ledna 1880)
  - Miroslav Ploj, rakouský právník, státní úředník a politik slovinské národnosti (* 14. června 1862)
- 1945
  - Else Lasker-Schülerová, německá básnířka a dramatička (* 11. února 1869)
  - Arthur Symons, britský básník (* 28. února 1865)
- 1946
  - Otto Fenichel, rakouský psychoanalytik (* 2. prosince 1897)
  - Erich Brandenburg, německý historik (* 31. července 1868)
- 1947
  - Dumitru Chipăruș, rumunský art decový sochař (* 16. září 1886)
  - Fjodor Dan, ruský politik (* 19. října 1871)
- 1951 – Harald Bohr, dánský matematik (* 22. dubna 1887)
- 1952 – Albert z Thurn-Taxisu, německý šlechtic a hlava rodu Thurn-Taxisu (* 8. května 1867)
- 1954 – Markéta Pruská, finská královna (* 22. dubna 1872)
- 1955 – Jonni Myyrä, finský olympijský vítěz v hodu oštěpem (* 13. července 1892)
- 1957 – Paul Walden, německý chemik (* 26. července 1863)
- 1959 – Mike Hawthorn, britský automobilový závodník (* 10. dubna 1929)
- 1968 – Duke Kahanamoku, americký plavec, držitel tří zlatých a dvou stříbrných olympijských medailí (* 24. srpna 1890)
- 1970 – Miloš Vančo, ministr spravedlnosti autonomní slovenské vlády (* 4. listopadu 1884)
- 1973
  - Lyndon B. Johnson, prezident Spojených států amerických (* 27. srpna 1908)
  - Ja'akov Dori, náčelník Generálního štábu Izraelských obranných sil (* 8. října 1899)
- 1974 – Antanas Sniečkus, litevský komunistický vůdce (* 7. ledna 1903)
- 1977 – Otto Baum, německý sochař (* 22. ledna 1900)
- 1980 – Jicchak Baer, izraelský historik (* 20. prosince 1888)
- 1982 – Penelope Dudley-Wardová, anglická herečka a milenka krále Eduarda VIII. (* 4. srpna 1914)
- 1984 – Chajim Perelman, belgický filozof (* 20. května 1912)
- 1985 – Bernhard Sprengel, německý výrobce čokolády a sběratel moderního umění (* 17. dubna 1899)
- 1987 – R. Budd Dwyer, americký politik (* 21. listopadu 1939)
- 1989 – Sándor Weöres, maďarský básník a překladatel (* 22. června 1913)
- 1990
  - Mariano Rumor, premiér Itálie (* 16. června 1915)
  - Roman Vishniac, rusko‑americký biolog a fotograf (* 19. srpna 1897)
- 1992 – Undis Blikkenová, norská rychlobruslařka (* 7. května 1914)
- 1993 – Kóbó Abe, japonský spisovatel a dramatik (* 7. března 1924)
- 1994
  - Telly Savalas, americký novinář, zpěvák, herec a režisér (* 21. ledna 1922)
  - Jean-Louis Barrault, francouzský herec, mim, režisér a divadelní ředitel (* 8. září 1910)
- 1996
  - Jisra'el Eldad, izraelský filozof (* 11. listopadu 1910)
  - Petro Šelest, ukrajinský komunistický politik (* 14. února 1908)
- 2000 – Anne Hébertová, kanadská frankofonní spisovatelka (* 1. srpna 1916)
- 2002
  - Kenneth Armitage, britský sochař, malíř a grafik (* 18. července 1916)
  - Eric de Maré, britský fotograf a spisovatel (* 10. září 1910)
  - Jack Shea, americký sportovec (* 7. září 1910)
  - Salomon Tandeng Muna, kamerunský politik (* 27. března 1912)
- 2004 – Islwyn Ffowc Elis, velšský spisovatel píšící ve velšském jazyce (* 17. listopadu 1924)
- 2007
  - Toulo de Graffenried, švýcarský pilot Formule 1 (* 18. května 1914)
  - Abbé Pierre, francouzský katolický kněz (* 5. srpna 1912)
- 2008
  - Heath Ledger, australský herec (* 4. dubna 1979)
  - Claude Piron, belgický lingvista a esperantista (* 26. února 1931)
- 2010 – Jean Simmonsová, britská herečka (* 31. ledna 1929)
- 2012 – André Green, francouzský psychoanalytik a spisovatel (* 12. března 1927)
- 2016 – Ivan Bilský, slovenský fotbalista, útočník a záložník (* 16. července 1955)
- 2017
  - Lisbeth Korsmová, norská rychlobruslařka (* 14. ledna 1948)
  - Jaki Liebezeit, německý bubeník (* 26. května 1938)
- 2018
  - Jimmy Armfield, anglický fotbalista, legenda klubu Blackpool FC (* 21. září 1935)
  - Ursula K. Le Guinová, americká spisovatelka (* 21. října 1929)
- 2021
  - Hank Aaron, americký baseballista (* 5. února 1934)
  - Luton Shelton, jamajský fotbalový útočník (* 11. listopadu 1985)
- 2022 – Thich Nhat Hanh, vietnamský buddhistický mnich a mírový aktivista (* 11. října 1926)
- 2024
  - Gary Graham, americký herec (* 6. června 1950)
  - Arno Allan Penzias, americký fyzik (* 26. dubna 1933)
  - Luigi Riva, italský fotbalista (* 7. listopadu 1944)

## Svátky

### Česko
- Slavomír, Slavomíra, Slavomil, Slavomila, Slávek
- Dorian
- Chrudoš
- Mnata
- Mnislav

### Svět
- Slovensko: Zora
- Ukrajina: Den sjednocení
- Polsko: Den dědečků

### Liturgický kalendář
- Sv. Vincent ze Zaragozy

## Pranostiky

### Česko
- Na svatého Vincence seď doma u pece.
- Jasný den na Vincentina dá hojnost dobrého vína.
- Jasné slunko na Vincence k vinobraní chystá věnce.
- Na den svatého Vincence blesk slunečný znamená rok u víně být hojný.
- Jestliže na den svatého Vincence svítí slunce, pamatuj,
abys měl velký sud, poněvadž réva dá hrozny.
- Vincence slunečnost dává vína hojnost.
- Na Vincence slunce všudy naplňuje vínem sudy.
- Svítí-li slunce v den svatého Vincence, třeba pro víno i žito starat se o žence.
- Slunce-li na svatého Vincence svítí, budem hojnost žita, vína míti.
- Je-li na svatého Vincence pěkně a teplo, budou velká parna v létě a teplé noci v srpnu.

| 22. leden v pražském KlementinuÚdaje jsou platné k 11. 3. 2025. | 22. leden v pražském KlementinuÚdaje jsou platné k 11. 3. 2025. | 22. leden v pražském KlementinuÚdaje jsou platné k 11. 3. 2025. |
| minimum                                                         | denní průměr                                                    | maximum                                                         |
| --------------------------------------------------------------- | --------------------------------------------------------------- | --------------------------------------------------------------- |
| −26,8 °C (1850)                                                 | 0,4 °C (od 1961)                                                | 13,3 °C (2021)                                                  |